# Leichtathletik-Weltmeisterschaften 2017/Teilnehmer (Vereinigte Staaten)
| Gelbes Symbol für Goldmedaillen mit stilisierten Olympischen Ringen | Graues Symbol für Silbermedaillen mit stilisierten Olympischen Ringen | Braundes Symbol für Bronzemedaillen mit stilisierten Olympischen Ringen |
| ------------------------------------------------------------------- | --------------------------------------------------------------------- | ----------------------------------------------------------------------- |
| 10                                                                  | 11                                                                    | 9                                                                       |

Der Leichtathletikverband der Vereinigten Staaten entsandte 136 Athleten für die Leichtathletik-Weltmeisterschaften 2017 in London.

## Ergebnisse

### Frauen

#### Laufdisziplinen
| Athletin | Disziplin        | Vorlauf         | Vorlauf | Halbfinale         | Halbfinale         | Finale             | Finale             |
| Athletin | Disziplin        | Zeit            | Platz   | Zeit               | Platz              | Zeit               | Platz              |
| --- | ---------------- | --------------- | ------- | ------------------ | ------------------ | ------------------ | ------------------ |
| Tori Bowie | 100 m            | 11,05 s         | 6       | 10,91 s            | 4                  | 10,85 s SB         | Gold               |
| Tori Bowie | 200 m            | DNS             | DNS     | –––                | –––                | –––                | –––                |
| Deajah Stevens | 100 m            | 11,17 s         | 14      | 11,32 s            | 23                 | nicht qualifiziert | nicht qualifiziert |
| Deajah Stevens | 200 m            | 22,90 s         | 8       | 22,71 s            | 4                  | 22,44 s            | 5                  |
| Ariana Washington | 100 m            | 11,28 s         | 20      | 11,29 s            | 21                 | nicht qualifiziert | nicht qualifiziert |
| Kimberlyn Duncan | 200 m            | 22,74 s         | 5       | 22,73 s            | 5                  | 22,59 s            | 6                  |
| Kendall Ellis | 400 m            | 52,18 s         | 24      | nicht qualifiziert | nicht qualifiziert | nicht qualifiziert | nicht qualifiziert |
| Allyson Felix | 400 m            | 52,44 s         | 29      | 50,12 s            | 2                  | 50,08 s            | Bronze             |
| Phyllis Francis | 400 m            | 50,94 s         | 2       | 50,37 s            | 4                  | 49,92 s PB         | Gold               |
| Quanera Hayes | 400 m            | 51,43 s         | 12      | 50,71 s            | 9                  | nicht qualifiziert | nicht qualifiziert |
| Charlene Lipsey | 800 m            | 2:02,74 min     | 31      | 1:59,35 min        | 4                  | 1:58,73 min        | 7                  |
| Brenda Martinez | 800 m            | 2:01,53 min     | 19      | 2:01,31 min        | 18                 | nicht qualifiziert | nicht qualifiziert |
| Ajeé Wilson | 800 m            | 2:00,52 min     | 5       | 1:59,21 min        | 2                  | 1:56,65 min        | Bronze             |
| Kate Grace | 1500 m           | 4:04,76 min     | 15      | 4:16,70 min        | 23                 | nicht qualifiziert | nicht qualifiziert |
| Jenny Simpson | 1500 m           | 4:08,92 min     | 24      | 4:05,40 min        | 9                  | 4:02,76 min        | Silber             |
| Sara Vaughn | 1500 m           | 4:04,56 min PB  | 14      | 4:06,83 min        | 18                 | nicht qualifiziert | nicht qualifiziert |
| Shelby Houlihan | 5000 m           | 15:00,37 min PB | 10      |                    |                    | 15:06,40 min       | 13                 |
| Molly Huddle | 5000 m           | 15:03,60 min    | 14      |                    |                    | 15:05,28 min       | 12                 |
| Molly Huddle | 10.000 m         |                 |         |                    |                    | 31:24,78 min       | 8                  |
| Shannon Rowbury | 5000 m           | 14:57,55 min SB | 5       |                    |                    | 14:59,92 min       | 9                  |
| Emily Infeld | 10.000 m         |                 |         |                    |                    | 31:20,45 min PB    | 6                  |
| Emily Sisson | 10.000 m         |                 |         |                    |                    | 31:26,36 min       | 9                  |
| Serena Burla | Marathon         |                 |         |                    |                    | 2:29:32 h          | 11                 |
| Amy Cragg | Marathon         |                 |         |                    |                    | 2:27:18 h SB       | Bronze             |
| Lindsay Flanagan | Marathon         |                 |         |                    |                    | 2:39:47 h SB       | 37                 |
| Nia Ali | 100 m Hürden     | 12,93 s         | 10      | 12,79 s            | 5                  | 13,04 s            | 8                  |
| Dawn Harper-Nelson | 100 m Hürden     | 12,875 s        | 7       | 12,63 s SB         | 2                  | 12,63 s SB         | Silber             |
| Kendra Harrison | 100 m Hürden     | 12,60 s         | 1       | 12,86 s            | 8                  | 12,736 s           | 4                  |
| Christina Manning | 100 m Hürden     | 12,87 s         | 6       | 12,71 s            | 4                  | 12,737 s           | 5                  |
| Kori Carter | 400 m Hürden     | 54,99 s         | 3       | 54,92 s            | 4                  | 53,07 s            | Gold               |
| Shamier Little | 400 m Hürden     | 56,172 s        | 18      | 55,76 s            | 11                 | nicht qualifiziert | nicht qualifiziert |
| Dalilah Muhammad | 400 m Hürden     | 54,59 s         | 1       | 55,00 s            | 5                  | 53,50 s            | Silber             |
| Cassandra Tate | 400 m Hürden     | 55,48 s         | 13      | 55,31 s            | 7                  | 55,43 s            | 7                  |
| Emma Coburn | 3000 m Hindernis | 9:27,42 min     | 6       |                    |                    | 9:02,58 min CR     | Gold               |
| Courtney Frerichs | 3000 m Hindernis | 9:25,14 min     | 3       |                    |                    | 9:03,77 min PB     | Silber             |
| Colleen Quigley | 3000 m Hindernis | DSQ             | DSQ     |                    |                    | –––                | –––                |
| Miranda Melville | 20 km Gehen      |                 |         |                    |                    | 1:34:47 h          | 33                 |
| Maria Michta-Coffey | 20 km Gehen      |                 |         |                    |                    | 1:32:14 h SB       | 25                 |
| Kathleen Burnett | 50 km Gehen      |                 |         |                    |                    | 4:21:51 h AR       | 4                  |
| Susan Randall | 50 km Gehen      |                 |         |                    |                    | DNF                | DNF                |
| Erin Taylor-Talcott | 50 km Gehen      |                 |         |                    |                    | DSQ                | DSQ                |
| Aaliyah Brown Allyson Felix Morolake Akinosun Ariana Washington nur im Vorlauf Tori Bowie nur im Finale                                              | 4 × 100 m        | 41,84 s WL      | 1       |                    |                    | 41,82 s WL         | Gold               |
| Quanera Hayes Shakima Wimbley Kendall Ellis nur im Vorlauf Natasha Hastings nur im Vorlauf Allyson Felix nur im Finale Phyllis Francis nur im Finale | 4 × 400 m        | 3:21,66 min WL  | 1       |                    |                    | 3:19,02 min WL     | Gold               |

#### Sprung/Wurf
| Athletin            | Disziplin      | Qualifikation | Qualifikation | Finale             | Finale             |
| Athletin            | Disziplin      | Weite/Höhe    | Platz         | Weite/Höhe         | Platz              |
| ------------------- | -------------- | ------------- | ------------- | ------------------ | ------------------ |
| Vashti Cunningham   | Hochsprung     | 1,92 m        | 6             | 1,92 m             | 10                 |
| Inika McPherson     | Hochsprung     | 1,92 m        | 4             | 1,92 m             | 9                  |
| Elizabeth Patterson | Hochsprung     | 1,80 m        | 27            | nicht qualifiziert | nicht qualifiziert |
| Emily Grove         | Stabhochsprung | NMH           | NMH           | –––                | –––                |
| Sandi Morris        | Stabhochsprung | 4,55 m        | 2             | 4,75 m             | Silber             |
| Jennifer Suhr       | Stabhochsprung | NMH           | NMH           | –––                | –––                |
| Tianna Bartoletta   | Weitsprung     | 6,64 m        | 2             | 6,97 m             | Bronze             |
| Quanesha Burks      | Weitsprung     | 6,44 m        | 14            | nicht qualifiziert | nicht qualifiziert |
| Brittney Reese      | Weitsprung     | 6,50 m        | 9             | 7,02 m             | Gold               |
| Sha'Keela Saunders  | Weitsprung     | 6,32 m        | 21            | nicht qualifiziert | nicht qualifiziert |
| Tori Franklin       | Dreisprung     | 14,03 m PB    | 13            | nicht qualifiziert | nicht qualifiziert |
| Daniella Bunch      | Kugelstoßen    | 17,39 m       | 18            | nicht qualifiziert | nicht qualifiziert |
| Michelle Carter     | Kugelstoßen    | 18,92 m       | 2             | 19,14 m            | Bronze             |
| Raven Saunders      | Kugelstoßen    | 18,63 m       | 4             | 17,86 m            | 10                 |
| Valarie Allman      | Diskuswurf     | 53,85 m       | 28            | nicht qualifiziert | nicht qualifiziert |
| Whitney Ashley      | Diskuswurf     | 60,94 m       | 13            | nicht qualifiziert | nicht qualifiziert |
| Gia Lewis-Smallwood | Diskuswurf     | 58,15 m       | 17            | nicht qualifiziert | nicht qualifiziert |
| Gwen Berry          | Hammerwurf     | 69,12 m       | 14            | nicht qualifiziert | nicht qualifiziert |
| Magdalyn Ewen       | Hammerwurf     | 66,24 m       | 21            | nicht qualifiziert | nicht qualifiziert |
| DeAnna Price        | Hammerwurf     | 72,78 m       | 5             | 70,04 m            | 9                  |
| Ariana Ince         | Speerwurf      | 54,52 m       | 28            | nicht qualifiziert | nicht qualifiziert |
| Kara Winger         | Speerwurf      | 61,27 m       | 15            | nicht qualifiziert | nicht qualifiziert |

#### Siebenkampf
| Athletin          | Disziplin | 100 m Hürden | Hochsprung | Kugelstoßen | 200 m   | Weitsprung | Speerwurf | 800 m          | Punkte | Platz |
| ----------------- | --------- | ------------ | ---------- | ----------- | ------- | ---------- | --------- | -------------- | ------ | ----- |
| Erica Bougard     | Ergebnis  | 13,24 s      | 1,74 m     | 11,41 m     | 23,66 s | 6,09 m     | 33,76 m   | 2:08,77 min    | 6036   | 18    |
| Erica Bougard     | Punkte    | 1089         | 903        | 622         | 1014    | 877        | 548       | 983            | 6036   | 18    |
| Sharon Day-Monroe | Ergebnis  | 13,82 s      | 1,74 m     | 15,14 m     | 24,97 s | 5,61 m     | 40,74 m   | 2:12,64 min SB | 6006   | 20    |
| Sharon Day-Monroe | Punkte    | 1004         | 903        | 870         | 890     | 732        | 681       | 926            | 6006   | 20    |
| Kendell Williams  | Ergebnis  | 13,02 s      | 1,74 m     | 12,73 m     | 24,29 s | 6,19 m     | 46,43 m   | 2:19,15 min    | 6220   | 12    |
| Kendell Williams  | Punkte    | 1121         | 903        | 709         | 953     | 908        | 791       | 835            | 6220   | 12    |

### Männer

#### Laufdisziplinen
| Athlet | Disziplin        | Vorlauf        | Vorlauf | Halbfinale         | Halbfinale         | Finale             | Finale             |
| Athlet | Disziplin        | Zeit           | Platz   | Zeit               | Platz              | Zeit               | Platz              |
| --- | ---------------- | -------------- | ------- | ------------------ | ------------------ | ------------------ | ------------------ |
| Christopher Belcher | 100 m            | 10,13 s        | 12      | 10,20 s            | 13                 | nicht qualifiziert | nicht qualifiziert |
| Christian Coleman | 100 m            | 10,01 s        | 2       | 9,97 s             | 1                  | 9,94 s             | Silber             |
| Justin Gatlin | 100 m            | 10,05 s        | 6       | 10,09 s            | 6                  | 9,92 s SB          | Gold               |
| Kyree King | 200 m            | 20,41 s        | 13      | 20,59 s            | 14                 | nicht qualifiziert | nicht qualifiziert |
| Ameer Webb | 200 m            | 20,22 s        | 7       | 20,22 s            | 6                  | 20,26 s            | 5                  |
| Isiah Young | 200 m            | 20,19 s        | 6       | 20,12 s            | 1                  | 20,64 s            | 8                  |
| Fred Kerley | 400 m            | 44,92 s        | 5       | 44,51 s            | 6                  | 45,23 s            | 7                  |
| LaShawn Merritt | 400 m            | 45,00 s        | 8       | 45,52 s            | 20                 | nicht qualifiziert | nicht qualifiziert |
| Wilbert London III | 400 m            | 45,10 s        | 13      | 45,12 s            | 12                 | nicht qualifiziert | nicht qualifiziert |
| Gil Roberts | 400 m            | 44,92 s        | 6       | 44,84 s            | 10                 | nicht qualifiziert | nicht qualifiziert |
| Donavan Brazier | 800 m            | 1:45,65 min    | 2       | 1:46,27 min        | 12                 | nicht qualifiziert | nicht qualifiziert |
| Isaiah Harris | 800 m            | 1:45,82 min    | 8       | 1:46,66 min        | 17                 | nicht qualifiziert | nicht qualifiziert |
| Drew Windle | 800 m            | 1:46,08 min    | 13      | 1:46,33 min        | 14                 | nicht qualifiziert | nicht qualifiziert |
| Robby Andrews | 1500 m           | 3:43,03 min    | 17      | DNF                | DNF                | –––                | –––                |
| Matthew Centrowitz | 1500 m           | 3:48,34 min    | 37      | nicht qualifiziert | nicht qualifiziert | nicht qualifiziert | nicht qualifiziert |
| John Gregorek | 1500 m           | 3:39,62 min    | 8       | 3:38,68 min        | 7                  | 3:37,56 min        | 10                 |
| Paul Chelimo | 5000 m           | 13:24,88 min   | 8       |                    |                    | 13:33,30 min       | Bronze             |
| Ryan Hill | 5000 m           | 13:22,79 min   | 5       |                    |                    | DNS                | DNS                |
| Eric Jenkins | 5000 m           | 13:31,09 min   | 23      |                    |                    | nicht qualifiziert | nicht qualifiziert |
| Shadrack Kipchirchir | 10.000 m         |                |         |                    |                    | 27:07,55 min PB    | 9                  |
| Leonard Essau Korir | 10.000 m         |                |         |                    |                    | 27:20,18 min PB    | 13                 |
| Hassan Mead | 10.000 m         |                |         |                    |                    | 27:32,49 min PB    | 15                 |
| Bobby Curtis | Marathon         |                |         |                    |                    | 2:21:22 h SB       | 42                 |
| Elkanah Kibet | Marathon         |                |         |                    |                    | 2:15:14 h          | 16                 |
| Augustus Maiyo | Marathon         |                |         |                    |                    | DNF                | DNF                |
| Devon Allen | 110 m Hürden     | 13,26 s        | 3       | 13,265 s           | 9                  | nicht qualifiziert | nicht qualifiziert |
| Aleec Harris | 110 m Hürden     | 13,50 s        | 17      | 13,40 s            | 13                 | nicht qualifiziert | nicht qualifiziert |
| Aries Merritt | 110 m Hürden     | 13,16 s        | 1       | 13,25 s            | 6                  | 13,31 s            | 5                  |
| Kerron Clement | 400 m Hürden     | 49,46 s        | 8       | 48,35 s            | 1                  | 48,52 s            | Bronze             |
| Eric Futch | 400 m Hürden     | 49,57 s        | 13      | 49,30 s            | 9                  | nicht qualifiziert | nicht qualifiziert |
| TJ Holmes | 400 m Hürden     | 49,35 s        | 4       | 49,12 s            | 7                  | 49,00 s            | 5                  |
| Michael Stigler | 400 m Hürden     | DSQ            | DSQ     | –––                | –––                | –––                | –––                |
| Hillary Bor | 3000 m Hindernis | 8:27,53 min    | 17      |                    |                    | nicht qualifiziert | nicht qualifiziert |
| Evan Jager | 3000 m Hindernis | 8:20,36 min    | 1       |                    |                    | 8:15,53 min        | Bronze             |
| Stanley Kebenei | 3000 m Hindernis | 8:24,19 min    | 12      |                    |                    | 8:21,09 min        | 5                  |
| Mike Rodgers Justin Gatlin Christian Coleman Beejay Lee nur im Vorlauf Jaylen Bacon nur im Finale                                              | 4 × 100 m        | 37,70 s WL     | 1       |                    |                    | 37,52 s SB         | Silber             |
| Wilbert London III Michael Cherry Bryshon Nellum nur im Vorlauf Tony McQuay nur im Vorlauf Gil Roberts nur im Finale Fred Kerley nur im Finale | 4 × 400 m        | 2:59,23 min WL | 1       |                    |                    | 2:58,61 min SB     | Silber             |

#### Sprung/Wurf
| Athlet             | Disziplin      | Qualifikation | Qualifikation | Finale             | Finale             |
| Athlet             | Disziplin      | Weite/Höhe    | Platz         | Weite/Höhe         | Platz              |
| ------------------ | -------------- | ------------- | ------------- | ------------------ | ------------------ |
| Erik Kynard        | Hochsprung     | NMH           | NMH           | –––                | –––                |
| Bryan McBride      | Hochsprung     | 2,29 m        | 7             | 2,25 m             | 8                  |
| Ricky Robertson    | Hochsprung     | 2,29 m        | 16            | nicht qualifiziert | nicht qualifiziert |
| Jeron Robinson     | Hochsprung     | 2,17 m        | 26            | nicht qualifiziert | nicht qualifiziert |
| Andrew Irwin       | Stabhochsprung | 5,60 m        | 15            | nicht qualifiziert | nicht qualifiziert |
| Sam Kendricks      | Stabhochsprung | 5,70 m        | 3             | 5,95 m             | Gold               |
| Christopher Nilsen | Stabhochsprung | 5,60 m        | 13            | nicht qualifiziert | nicht qualifiziert |
| Marquis Dendy      | Weitsprung     | 7,78 m        | 20            | nicht qualifiziert | nicht qualifiziert |
| Jeff Henderson     | Weitsprung     | 7,84 m        | 17            | nicht qualifiziert | nicht qualifiziert |
| Jarrion Lawson     | Weitsprung     | 8,05 m        | 8             | 8,44 m SB          | Silber             |
| Chris Benard       | Dreisprung     | 17,20 m       | 1             | 17,16 m            | 6                  |
| Will Claye         | Dreisprung     | 16,95 m       | 5             | 17,63 m            | Silber             |
| Donald Scott       | Dreisprung     | 16,63 m       | 13            | nicht qualifiziert | nicht qualifiziert |
| Christian Taylor   | Dreisprung     | 17,15 m       | 2             | 17,68 m            | Gold               |
| Ryan Crouser       | Kugelstoßen    | 20,90 m       | 6             | 21,20 m            | 6                  |
| Darrell Hill       | Kugelstoßen    | 21,11 m       | 4             | 20,79 m            | 11                 |
| Joe Kovacs         | Kugelstoßen    | 20,67 m       | 10            | 21,66 m            | Silber             |
| Ryan Whiting       | Kugelstoßen    | 20,84 m       | 8             | 21,09 m            | 7                  |
| Rodney Brown       | Diskuswurf     | NMW           | NMW           | –––                | –––                |
| Andrew Evans       | Diskuswurf     | 61,32 m       | 20            | nicht qualifiziert | nicht qualifiziert |
| Mason Finley       | Diskuswurf     | 64,76 m       | 6             | 68,03 m PB         | Bronze             |
| Cyrus Hostetler    | Speerwurf      | 79,71 m       | 18            | nicht qualifiziert | nicht qualifiziert |
| Kibwé Johnson      | Hammerwurf     | 68,86 m       | 32            | nicht qualifiziert | nicht qualifiziert |
| Rudy Winkler       | Hammerwurf     | 68,88 m       | 31            | nicht qualifiziert | nicht qualifiziert |
| Alex Young         | Hammerwurf     | 72,07 m       | 20            | nicht qualifiziert | nicht qualifiziert |

#### Zehnkampf
| Athlet         | Disziplin | 100 m   | Weitsprung | Kugelstoßen | Hochsprung | 400 m      | 110 m Hürden | Diskuswurf | Stabhochsprung | Speerwurf  | 1500 m      | Punkte | Platz |
| -------------- | --------- | ------- | ---------- | ----------- | ---------- | ---------- | ------------ | ---------- | -------------- | ---------- | ----------- | ------ | ----- |
| Trey Hardee    | Ergebnis  | 10,75 s | 7,48 m SB  | 15,16 m     | 1,99 m SB  | 48,78 s SB | DSQ          | NMW        | DNS            | DNS        | DNS         | DNF    | –     |
| Trey Hardee    | Punkte    | 917     | 930        | 800         | 794        | 872        | 0            | 0          | –              | –          | –           | DNF    | –     |
| Devon Williams | Ergebnis  | 10,93 s | 7,44 m     | 14,43 m     | 1,96 m     | 48,11 s PB | 14,27 s      | 44,29 m    | 4,60 m         | 57,93 m    | 4:40,50 min | 8088   | 10    |
| Devon Williams | Punkte    | 876     | 920        | 755         | 767        | 904        | 940          | 752        | 790            | 707        | 677         | 8088   | 10    |
| Zach Ziemek    | Ergebnis  | 10,99 s | 7,08 m     | 14,01 m SB  | 1,99 m     | 50,32 s    | 15,36 s      | 47,32 m SB | 5,10 m         | 58,35 m SB | DNS         | DNF    | –     |
| Zach Ziemek    | Punkte    | 863     | 833        | 729         | 794        | 800        | 807          | 815        | 941            | 713        | –           | DNF    | –     |